# Ernst Ludwig von Mutschler
Ernst Friedrich Ludwig Mutschler, ab 1813 von Mutschler, (* 22. Oktober 1770 in Ludwigsburg; † 1. Januar 1848 in Esslingen am Neckar) war ein württembergischer Oberamtmann und Jurist.

## Beruf
Nach dem Besuch der Lateinschule in Ludwigsburg studierte Ernst Ludwig Mutschler von 1785 bis 1789 Rechtswissenschaften in Tübingen, dann ab 1789 an der Hohen Karlsschule in Stuttgart. Nach einem Praktikum am Reichskammergericht in Wetzlar wurde er 1792 Kanzleiadvokat. Von 1793 bis 1802 arbeitete er als außerordentlicher Regierungsratssekretär und von 1802 bis 1808 als Oberamtmann in Rosenfeld. Als Oberamtmann leitete er von 1808 bis 1810 das Oberamt Hornberg und von 1810 bis 1818 das Oberamt Marbach. 1818 wurde er Oberjustizrat beim Kriminalgerichtshof in Esslingen und 1820 beim Zivilsenat des Gerichtshofes für den Neckarkreis, ebenfalls in Esslingen. 1834 ging Ernst Ludwig von Mutschler in den Ruhestand.

## Nobilitierung
1813 wurde er mit dem Ritterkreuz des Württembergischen Zivilverdienstordens ausgezeichnet, welcher mit dem persönlichen Adelstitel (Nobilitierung) verbunden war.

## Familie
Ernst Ludwig Mutschler war der Sohn des 1. Diakons Ernst Benoni Mutschler in Ludwigsburg (1736–1800), seit 1797 Spezial in Kirchheim unter Teck und der Oberamtmannstochter Maria Theresia geb. Kerner (1750–1825) aus Ludwigsburg. Er heiratete 1803 in Calw Auguste Friederike Hehl, Tochter des Oberamtmanns Christian Friedrich Hehl in Calw. 1804 schloss er eine zweite Ehe mit Rosine Elisabeth Zenneck, Tochter des Stadtschreibers Christian Ferdinand Zenneck aus Sulz.